# Ecodonia minutaria
Ecodonia minutaria es un género de polilla de la familia Geometridae. El género fue descrito por primera vez por John Henry Leech en 1897 y se puede encontrar con endemismo en la China oriental. Los sintipos de la especie fueron descritos a nivel de la aldea de Muping, en las mesetas de Sichuan.

## Descripción
Es una polilla mediana con una envergadura de 24 a 30 milímetros (0,9 a 1,2 plg). Es mayormente de color gris ocre, con reflejos grises oscuros, atravesada por una banda blanquecina. La mancha discal es blanquecina, rodeada de gris oscuro.